# Lemmy Kilmister
Ian Fraser (Lemmy) Kilmister (Burslem (Staffordshire), 24 december 1945 – Los Angeles, 28 december 2015) was een Brits rockzanger en -bassist. Hij was vooral bekend als oprichter en frontman van de heavymetalband Motörhead. Door zijn opvallende uiterlijk met wratten op zijn gezicht, in elkaar overlopende snor en bakkebaarden, zijn drankgebruik (van vooral Jack Daniel's), gebruik van speed, lang haar en rauwe stem was hij een cultheld, ook bekend buiten de rockscene. Hij stond ook bekend om zijn humor.

## Jeugd
Kilmister groeide op op het Welshe eiland Anglesey. Zijn vader, een aalmoezenier bij de R.A.F., verliet het gezin toen Kilmister drie maanden oud was.

## Carrière
In zijn jonge jaren was Kilmister onder andere roadie voor Jimi Hendrix. Daarvoor en daarna speelde hij zelf in verschillende bands. Na verscheidene kleine bands in de jaren '60 (o.a. The Rockin' Vickers en Sam Gopal), begon Kilmister in 1971 bij de rockband Hawkwind. Na problemen over drugsgebruik (hij gebruikte amfetamine, terwijl de rest van de band lsd gebruikte) verliet hij Hawkwind in 1975, om vervolgens de band Motörhead op te richten. Na enkele bezettingswisselingen door de jaren heen was Kilmister als enige uit de oorspronkelijke bezetting overgebleven. De line-up, bestaande uit Kilmister, Phil Campbell (gitarist) en Mikkey Dee (drummer), bleef vanaf 1992 ongewijzigd.
Naast zijn activiteiten met Motörhead heeft Kilmister ook samengewerkt met verschillende andere artiesten. Een voorbeeld hiervan is zijn gastoptreden in het muziekproject Probot van Foo Fighters-zanger/gitarist Dave Grohl en zijn bijdrage aan het album Slash (2010) van Slash. Ook deed hij mee in enkele reclamespotjes. Sinds 2000 was Kilmister ook actief als zanger/gitarist samen met ex-Stray Cats-drummer Slim Jim Phantom en gitarist Danny B. Harvey onder de naam The Head Cat.
Hij beweerde zelf ooit twee weken aan een stuk wakker te zijn gebleven onder invloed van vloeibare methamfetamine.
In 2002 bracht Kilmister zijn autobiografie uit getiteld White Line Fever. Begin 2011 kwam een film over zijn levensstijl uit met de titel Lemmy: 49% motherf**ker, 51% son of a bitch.
In februari en maart 2011 publiceerde de Nederlandse schrijver Anton Dautzenberg drie fictieve interviews met Kilmister waarin Kilmister werd neergezet als een financieel specialist, wat een hoax betrof die vervolgens een eigen leven ging leiden.
In het voorjaar van 2013 kreeg Kilmister gezondheidsproblemen door zijn drankgebruik en het gebruik van andere middelen. Doordat hij rust moest nemen, zegde Motörhead in 2013 al diverse optredens af. Kilmister had sinds medio 2013 een defibrillator in zijn lichaam.

## Overlijden
Op tweede kerstdag 2015, twee dagen na zijn zeventigste verjaardag, kreeg Kilmister te horen dat hij aan een agressieve vorm van kanker leed. Twee dagen later overleed hij aan prostaatkanker.
Op 9 januari 2016 werd hij naar zijn laatste rustplaats op Forest Lawn Memorial Park gebracht. Verscheidene bekende rockartiesten waaronder Dave Grohl, Slash, Brian May en leden van Metallica woonden de uitvaart bij. Het was live te volgen via YouTube.

### Nederlands eerbetoon
Enkele weken na Kilmisters overlijden ontstond er een initiatief om een Nederlands eerbetoon te organiseren. Hieruit ontstond de Nederlandse concerttour Lemmy Lives, waarbij bekende Nederlandse rockartiesten het werk van Motörhead vertolkten. De presentator van deze shows was tatoeëerder Dikke Dennis. De artiesten die meededen waren Raven van Dorst, Charlotte Wessels, Marco Roelofs en leden van Peter Pan Speedrock, The Charm The Fury, Birth of Joy en Death Alley. Tevens werd er voor Lemmy Lives een akoestische Motörhead-tributeband opgericht, genaamd Snake Bite Love, waarin onder andere Micky Huijsmans, Siebe Sol en Wouter Macare speelden.

## Varia
Paleontologen hebben de Kalloprion kilmisteri, een fossiele uitgestorven ringworm, naar hem genoemd.

## Discografie
- 1965 · The Rockin' Vickers - Zing! went the strings of my heart
- 1965 · The Rockin' Vickers - It's Alright
- 1966 · The Rockin' Vickers - Dandy
- 1969 · Sam Gopal - Escalator
- 1970 · Opal Butterfly - Groupie Girl
- 1972 · Hawkwind - Silver Machine
- 1972 · Hawkwind - Doremi Fasol Latido
- 1973 · Hawkwind - Lord Of Light
- 1973 · Hawkwind - Urban Guerrilla
- 1973 · Hawkwind - Space Ritual
- 1974 · Hawkwind - Hall Of The Mountain Grill
- 1974 · Hawkwind - Psychedelic Warlords
- 1974 · Robert Calvert - Captain Lockheed And The Starfighters
- 1975 · Hawkwind - Kings Of Speed
- 1975 · Hawkwind - Warrior On The Edge Of Time
- 1977 · Hawkwind - Masters Of The Universe (compilation)
- 1977 · Motörhead - Motörhead
- 1979 · Motörhead - Overkill
- 1979 · Motörhead - On Parole (recorded in 1975)
- 1979 · The Damned - I Just Can't Be Happy Today
- 1979 · The Damned - Machine Gun Etiquette
- 1979 · Motörhead - Bomber
- 1980 · Motörhead - Ace of Spades
- 1980 · The Young & Moody Band - Don't Do That
- 1981 · Motörhead - No Sleep 'til Hammersmith
- 1981 · Headgirl (Motörhead & Girlschool) - The St. Valentine's Day Massacre
- 1982 · Motörhead - Iron Fist
- 1982 · Lemmy & Wendy O. Williams - Stand By Your Man
- 1983 · Motörhead - Another Perfect Day
- 1984 · Motörhead - No Remorse
- 1984 · Robert Calvert - Freq
- 1985 · Hawkwind - Space Ritual Vol. 2 (compilation live)
- 1985 · Hawkwind - In The Beginning (live)
- 1985 · Various artists - Hear 'n Aid
- 1986 · Motörhead - Orgasmatron
- 1986 · Hawkwind - Approved History Of Hawkwind 1967-1982
- 1987 · Motörhead - Rock'N'Roll
- 1988 · Motörhead - No Sleep At All
- 1988 · Albert Jarvinen Band - Countdown
- 1989 · Nina Hagen - Nina Hagen
- 1990 · Lemmy & The Upsetters - Blue Suede Shoes
- 1990 · Various artists - The Last Temptation Of Elvis
- 1990 · Hardware - Original Soundtrack
- 1991 · Motörhead - 1916
- 1992 · Motörhead - March ör Die
- 1993 · Motörhead - Bastards
- 1993 · The Damned - Tales From The Damned
- 1994 · Fast Eddie Clarke - It Ain't Over Till It's Over
- 1994 · Shonen Knife - Tomato Head (promo single)
- 1994 · Shonen Knife - Rock Animals
- 1995 · Motörhead - Sacrifice
- 1996 · Motörhead - Overnight Sensation
- 1996 · Skew Siskin - Electric Chair Music
- 1996 · Ugly Kid Joe - Motel California
- 1996 · Various artists - Straight Edge as Fuck, Vol. 1-2
- 1996 · Myth Dreams of World - Stories of the Greek & Roman Gods & Goddesses
- 1996 · Skew Siskin - Voices From The War
- 1997 · Various artists - Dragon Attack: A Tribute To Queen
- 1997 · The Ramones - We're Outta Here!
- 1998 · Motörhead - Snake Bite Love
- 1998 · Various artists - Thunderbolt: A Tribute To AC/DC
- 1999 · Motörhead - Everything Louder Than Everyone Else
- 1999 · Jetboy - Lost & Found
- 1999 · Skew Siskin - What The Hell
- 1999 · Hawkwind - Epoch Eclipse: 30 Year Anthology (compilation box)
- 1999 · A.N.I.M.A.L. - Usa Toda Tu Fuerza
- 2000 · Lemmy - Slim Jim & Danny B
- 2000 · Motörhead - We Are Motörhead
- 2000 · Motörhead - The Best of Motörhead
- 2000 · Motörhead - The Chase Is Better Than The Catch (compilation)
- 2000 · Motörhead - Over The Top - The Rarities (compilation)
- 2000 · Swing Cats - A Special Tribute To Elvis
- 2000  ·The Rockin' Vicars - The Complete - It's Alright
- 2000 · Various artists - Bat Head Soup - Tribute to Ozzy Osbourne
- 2000 · Doro - Calling The Wild
- 2001 · Motörhead - All The Aces (compilation)
- 2001 · The Pirates - Rock Bottom
- 2001 · Various artists - Metallic Assault - A Tribute To Metallica
- 2002 · Motörhead - Hammered
- 2002 · Various artists - Guitar Greats
- 2002 · Royal Philharmonic Orchestra, Mike Batt and guests - Philharmania
- 2002 · Various artists - Metal Brigade
- 2002 · Various artists - Rise Above: 24 Black Flag Songs to Benefit the West Memphis Three
- 2003 · Motörhead - Stone Deaf Forever (box set 5 cd)
- 2003 · Motörhead - Live At Brixton Academy - The Complete Concert
- 2003 · Various artists - Ash Wednesday (Original Soundtrack)
- 2003 · Ace Sounds - Still Hungry
- 2003 · Skew Siskin - Album Of The Year
- 2004 · Motörhead - Inferno
- 2004 · Probot - Probot
- 2005 · Various artists - Numbers From The Beast an all star salute to Iron Maiden (the trooper)
- 2006 · Lemmy - Damage Case
- 2006 · Motörhead - Kiss Of Death
- 2007 · Motörhead - Better Motörhead than Death - Live at Hammersmith
- 2008 · Motörhead - Motörizer
- 2009 · Slash feat: Lemmy Kilmister - Doctor Alibi
- 2010 · Motörhead - The Wörld Is Yours
- 2013 · Motörhead - Aftershock (september)[2]
- 2015 · Motörhead - Bad Magic

## Videografie

### VHS
- 1982 · Live In Toronto - Castle Hendering
- 1984 · Another Perfect Day - ep
- 1985 · Birthday Party
- 1986 · Deaf Not Blind
- 1988 · ep
- 1991 · Everything louder Than Everything Else

### Dvd
- 2001 · 25 & Alive Boneshaker - Steamhammer - SPV
- 2002 · Motörhead - ep
- 2002 · The Best of Motörhead
- 2003 · The Special Edition - ep
- 2004 · Everything Louder Than Everything Else
- 2005 · Stage Fright
- 2006 · The Head Cat, Rockin' the Cat Club
- 2010 · Lemmy: 49% Motherf**ker, 51% Son of a Bitch

### Games
- 2009 · Brütal Legend, als The Killmaster
- 2009 · Guitar Hero: Metallica, als zichzelf

## Boeken
- 2002 · White Line Fever - Auteurs: Lemmy Kilmister en Janiss Garza, uitgegeven door Simon & Schuster, ISBN 0-684-85868-1
- 2002 · Lemmy: In His Own Words - Auteur: Harry Shaw, uitgegeven door Omnibus Press, ISBN 0-7119-9109-X
- 2004 · La fièvre de la ligne blanche - Auteurs: Lemmy Kilmister en Janiss Garza, uitgegeven door Camion Blanc, ISBN 2-910196-34-8 (Franse vertaling van White Line Fever)

## Overige
- Film - Eat the Rich (1987)
  - Comedy met naast Lemmy onder andere Robbie Coltrane, Shane MacGowan (Pogues), Bill Wyman, Paul McCartney en Wendy O. Williams. Soundtrack door Motörhead.
- Film - Airheads (1994)
  - Comedy met onder andere Adam Sandler, Rob Zombie en Brendan Fraser.
- Film - Tromeo and Juliet (1996)
  - Cultfilm met Lemmy als verteller.
- Documentaire - Live Fast, Die Old (2005)
  - Documentaire over Lemmy, uitgezonden door het Britse Channel 4.
- Muzikale ode
  - Op het album Hardwired... to Self-Destruct van Metallica staat het nummer Murder One. Dit nummer en de bijbehorende clip vormen een ode aan Kilmister.
- Gastoptreden
  - In 2007 heeft Kilmister het intro ingesproken voor het nummer My Funeral van de Nederlandse band Heideroosjes. De producer van het album kende Kilmister en heeft hem gevraagd het intro in te spreken. Omdat Kilmister niet op tijd bij de studio kon zijn, heeft hij dit volledig over de telefoon gedaan.

- Bibsys: 4105189
- Biblioteca Nacional de España: XX1619119
- Bibliothèque nationale de France: cb14037054z (data)
- Gemeinsame Normdatei: 124926398
- International Standard Name Identifier: 0000 0001 0907 8443
- Library of Congress Control Number: nr2002027623
- MusicBrainz: e3ea6186-7523-48de-8437-bac91bc47829
- Nationale Bibliotheek van Tsjechië: xx0051388
- Nationale Bibliotheek van Israël: 987011426669705171
- Nationale Bibliotheek van Polen: a0000003158966
- Nederlandse Thesaurus van Auteursnamen: 262207540
- LIBRIS: 246594
- Système universitaire de documentation: 084050020
- Virtual International Authority File: 61747042